# Gnomidolon bellulus
Gnomidolon bellulus är en skalbaggsart som beskrevs av Martins 2006. Gnomidolon bellulus ingår i släktet Gnomidolon och familjen långhorningar. Inga underarter finns listade i Catalogue of Life.